# Обергрупенфюрер

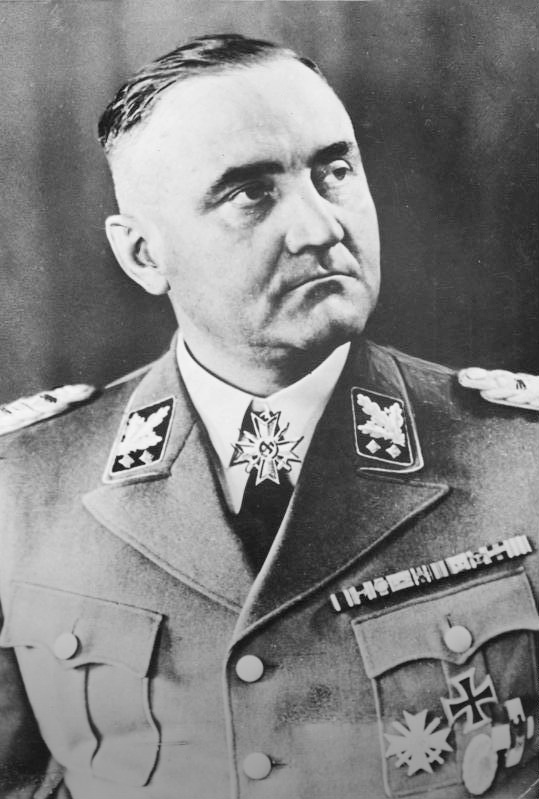
Обергрупенфю́рер СС і генерал Ваффен-СС Готтлоб Бергер

Обергрупенфю́рер (нім. Obergruppenführer) — одне з вищих звань в СС і СА. Запозичено з організації «Сталевий шолом», де також було одним з найвищих.
Введено в листопаді 1926 року, спочатку — як вище звання в структурі організації СС. Першим звання обергрупенфюрера (старший командний лідер) отримав Йозеф Берхтольд. У період з 1926 по 1936 використовувалося як звання вищих керівників СС.
З появою військ СС, дане звання можна лише умовно прирівняти до пізнішого радянського звання генерал-полковника, оскільки в Червоній Армії дане військове звання відповідає посаді командувача армією, а проміжних звань між генерал-лейтенантом і генерал-полковником немає. Проте війська СС не мали формувань більше дивізії. Тому дане звання носили або командири дивізій, або вищі керівники центрального апарату СС. Наприклад, обергрупенфюрером СС був керівник Головного управління імперської безпеки Ернст Кальтенбруннер.
Зміна знаків розрізнення вищих фюрерів (генералів) СС в квітні 1942 року була викликана введенням звання оберстгрупенфюрер і бажанням уніфікувати кількість зірочок на петлицях і на погонах, які носилися на всіх інших видах форми, окрім партійної, оскільки із збільшенням кількості частин Ваффен-СС все частіше виникали проблеми з коректним розпізнаванням звань СС звичайними військовослужбовцями вермахту.
Всього за часи існування Третього рейху звання обергрупенфюрера СС було присвоєно 98 разів, з яких 21 — військовикам, які проходили службу в частинах Ваффен-СС.
Звання обергрупенфюрера СС носили такі відомі нацистські лідери, як Рейнхард Хейдріх та Карл Вольф.
У випадку призначення володаря цього звання на посаду військової (з 1939 року) або поліцейської (з 1933 року) служби він отримував дублююче звання відповідно до характеру служби:
- обергрупенфюрер СС та генерал поліції — нім. SS Gruppenfuehrer und der General der Polizei
- обергрупенфюрер СС та генерал Ваффен-СС — нім. SS Gruppenfuehrer und der General der Waffen SS

Зокрема згаданий Е.Кальтенбруннер носив дублююче звання генерала поліції. Через різке розширення Ваффен-СС в 1941—1942 роках деякі групенфюрери і обергрупенфюрери перейшли в структуру Ваффен-СС з поліцейськими дублюючими званнями.
Знаки розрізнення Обергрупенфюрера СС та генерала Ваффен-СС

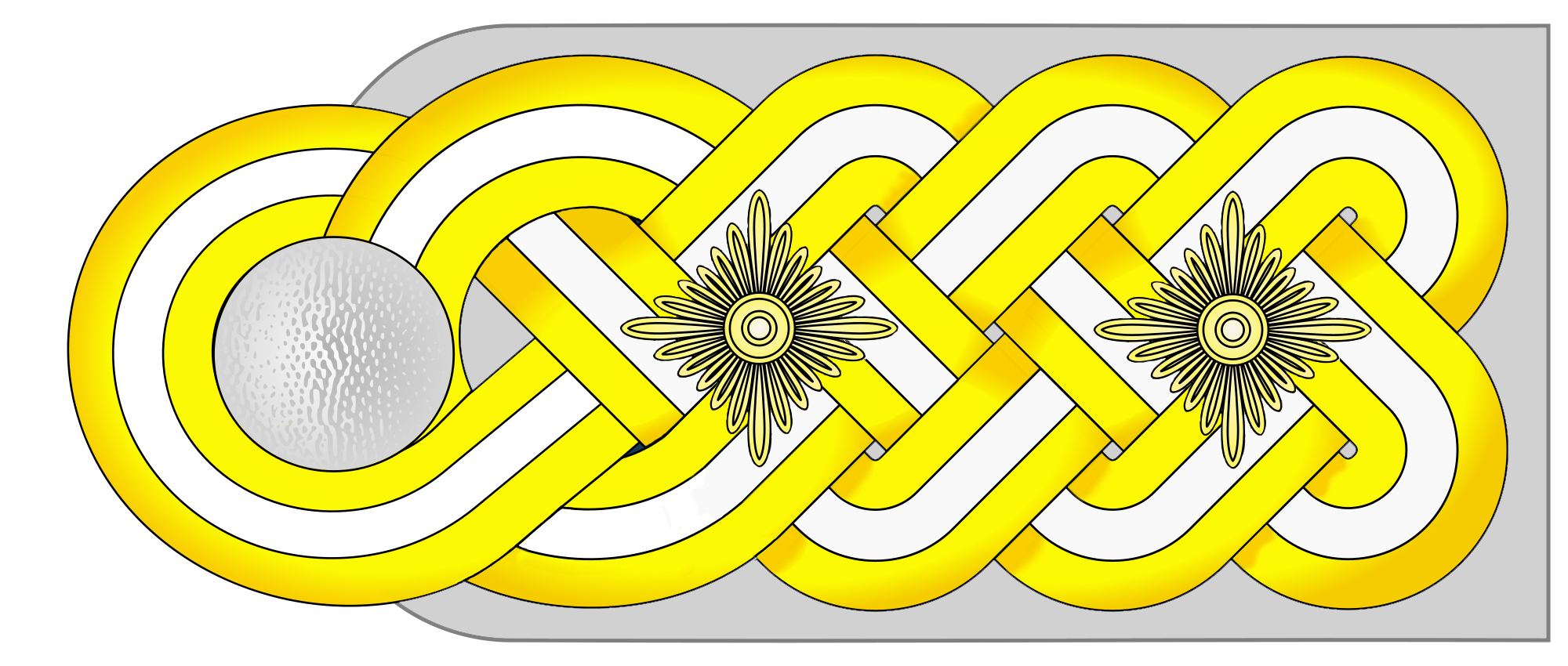
Погон
Петлиці обергрупенфюрера СС з квітня 1942 (до того - одна зірка замість двох)
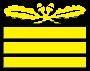
Маскувальний костюм

## Список обергрупенфюрерів СС
| Дата отримання звання | Ім'я                              | Інші звання/Підвищення                                                                                       |
| --------------------- | --------------------------------- | --- |
| 1 липня 1933          | Рудольф Гесс                      | З 1 січня 1933 — обергрупенфюрер СА                                                                          |
| 1 липня 1933          | Франц Ксавер Шварц                | З 9 листопада 1933 — обергрупенфюрер СА 3 20 квітня 1942 — почесний оберстгрупенфюрер СС                     |
| 26 липня 1933         | Франц Зельдте                     | З 26 липня 1933 — обергрупенфюрер СА                                                                         |
| 1 липня 1934          | Йозеф Дітріх                      | З 19 листопада 1940 — генерал військ СС З 1 серпня 1944 — оберстгрупенфюрер СС і генерал-полковник військ СС |
| 9 вересня 1934        | Фріц Вайцель                      | З 18 грудня 1931 — групенфюрер СА                                                                            |
| 9 вересня 1934        | Курт Далюге                       | З 15 березня 1932 — групенфюрер СА 3 20 квітня 1942 — оберстгрупенфюрер СС і генерал-полковник поліції       |
| 9 листопада 1934      | Вальтер Бух                       | З 18 грудня 1931 — групенфюрер СА                                                                            |
| 9 листопада 1934      | Ріхард Дарре                      | |
| 1 січня 1935          | Удо фон Ворйш                     | З 15 квітня 1941 — генерал поліції                                                                           |
| 25 січня 1935         | Фрідріх Вільгельм Крюгер          | З 27 липня 1934 — обергрупенфюрер СА З 20 травня 1944 — генерал військ СС З 8 червня 1944 — генерал поліції  |
| 30 січня 1936         | Фрідріх Карл фон Еберштайн        | З 8 квітня 1941 — генерал поліції З 1 липня 1944 — генерал військ СС                                         |
| 30 січня 1936         | Принц Йозіас Вальдек-Пірмонтський | З 8 квітня 1941 — генерал поліції З 1 липня 1944 — генерал військ СС                                         |
| 30 січня 1936         | Макс Аманн                        | |
| 30 січня 1936         | Філіпп Боулер                     | |
| 13 вересня 1936       | Фрідріх Єккельн                   | З 1 квітня 1944 — генерал поліції З 1 липня 1944 — генерал військ СС                                         |
| 9 листопада 1936      | Вернер Лоренц                     | З 15 серпня 1942 — генерал поліції З 9 листопада 1944 — генерал військ СС                                    |
| 9 листопада 1936      | Август Гайссмаєр                  | З 1 липня 1944 — генерал військ СС і поліції                                                                 |
| 20 квітня 1937        | Ернст-Генріх Шмаузер              | |
| 20 квітня 1939        | Граф Фрідріх фон дер Шуленбург    | Також генерал кінноти запасу                                                                                 |
| 20 квітня 1940        | Мартін Борман                     | Почесний обергрупенфюрер СС, також обергрупенфюрер СА                                                        |
| 20 квітня 1940        | Ганс Генріх Ламмерс               | |
| 20 квітня 1941        | Отто Дітріх                       | |
| 20 квітня 1941        | Артур Зейсс-Інкварт               | |
| 24 вересня 1941       | Райнгард Гейдріх                  | Також генерал поліції                                                                                        |
| 1 жовтня 1941         | Пауль Гауссер                     | Також генерал військ СС З 1 серпня 1944 — оберстгрупенфюрер СС і генерал-полковник військ СС                 |
| 9 листопада 1941      | Еріх фон дем Бах                  | Також генерал військ СС і поліції                                                                            |
| 9 листопада 1941      | Ганс-Адольф Прюцманн              | Також генерал військ СС і поліції                                                                            |
| 9 листопада 1941      | Вільгельм Редіс                   | Також генерал поліції З 1 липня 1944 — генерал військ СС                                                     |
| 9 листопада 1941      | Вільгельм Райнгард                | |
| 31 грудня 1941        | Альберт Форстер                   | |
| 30 січня 1942         | Фріц Заукель                      | 9 листопада 1937 — обергрупенфюрер СА                                                                        |
| 30 січня 1942         | Теодор Беркельманн                | Також генерал поліції                                                                                        |
| 30 січня 1942         | Йозеф Бюркель                     | З 1936 — обергрупенфюрер СА                                                                                  |
| 30 січня 1942         | Карл Вольф                        | Також генерал військ СС                                                                                      |
| 30 січня 1942         | Ріхард Гільдебрандт               | Також генерал поліції З 1 грудня 1944 — генерал військ СС                                                    |
| 30 січня 1942         | Фрідріх Гільдебрандт              | |
| 30 січня 1942         | Вільгельм Кепплер                 | |
| 30 січня 1942         | Вільгельм Коппе                   | Також генерал поліції З 1 липня 1944 — генерал військ СС                                                     |
| 30 січня 1942         | Вільгельм Мурр                    | Почесний обергрупенфюрер СС                                                                                  |
| 30 січня 1942         | Карл Філер                        | Почесний обергрупенфюрер СС                                                                                  |
| 30 січня 1942         | Дітріх Клаггес                    | |
| 30 січня 1942         | Артур Грайзер                     | |
| 30 січня 1942         | Пауль Кернер                      | |
| 20 квітня 1942        | Теодор Айке                       | Також генерал військ СС                                                                                      |
| 20 квітня 1942        | Освальд Поль                      | Також генерал військ СС                                                                                      |
| 20 квітня 1942        | Пауль Шарфе                       | Також генерал військ СС                                                                                      |
| 20 квітня 1942        | Еміль Мацув                       | |
| 20 квітня 1942        | Вальтер Шмітт                     | |
| 9 вересня 1942        | Герберт Бакке                     | Почесний обергрупенфюрер СС                                                                                  |
| 30 січня 1943         | Карл Кауфман                      | Почесний обергрупенфюрер СС                                                                                  |
| 30 січня 1943         | Зіґфрід Тауберт                   | Також генерал військ СС                                                                                      |
| 21 червня 1943        | Фрідріх Альперс                   | Також майор люфтваффе                                                                                        |
| 21 червня 1943        | Готтлоб Бергер                    | Також генерал військ СС                                                                                      |
| 21 червня 1943        | Йоахім Альбрехт Еггелінг          | |
| 21 червня 1943        | Ернст Кальтенбруннер              | Також генерал поліції З 1 грудня 1944 — генерал військ СС                                                    |
| 21 червня 1943        | Конрад Генляйн                    | |
| 21 червня 1943        | Ганс Юттнер                       | Також генерал військ СС                                                                                      |
| 21 червня 1943        | Отто Гофманн                      | Також генерал поліції З 1 липня 1944 — генерал військ СС                                                     |
| 21 червня 1943        | Барон Константін фон Нойрат       | |
| 21 червня 1943        | Ернст Вільгельм Боле              | Почесний обергрупенфюрер СС                                                                                  |
| 21 червня 1943        | Карл Герман Франк                 | Також генерал військ СС і поліції                                                                            |
| 21 червня 1943        | Артур Флепс                       | Також генерал військ СС                                                                                      |
| 21 червня 1943        | Рудольф Квернер                   | |
| 21 червня 1943        | Фрідріх Райнер                    | |
| 21 червня 1943        | Ганс Раутер                       | Також генерал поліції З 1 червня 1944 — генерал військ СС                                                    |
| 21 червня 1943        | Ернст Закс                        | Також генерал військ СС                                                                                      |
| 21 червня 1943        | Август Айгрубер                   | З 9 листопада 1943 — обергрупенфюрер СА                                                                      |
| 21 червня 1943        | Гуго Юрі                          | |
| 1 липня 1943          | Фелікс Штайнер                    | Також генерал військ СС                                                                                      |
| 1 липня 1943          | Альфред Вюннеберг                 | Також генерал військ СС і поліції                                                                            |
| 9 листопада 1943      | Карл Пфеффер-Вільденбрух          | Також генерал військ СС і поліції                                                                            |
| 30 січня 1944         | Гартманн Лаутербахер              | Почесний обергрупенфюрер СС З 20 квітня 1940 — групенфюрер СА                                                |
| 30 січня 1944         | Ульріх Грайфельт                  | Також генерал поліції                                                                                        |
| 30 січня 1944         | Карл Ганке                        | З 29 квітня 1945 — рейхсфюрер СС                                                                             |
| 30 січня 1944         | Вільгельм Штуккарт                | |
| 15 березня 1944       | Отто Вінкельманн                  | Також генерал поліції З 1 грудня 1944 — генерал військ СС                                                    |
| 20 квітня 1944        | Герман Гефле                      | Також обергрупенфюрер НСКК                                                                                   |
| 20 квітня 1944        | Вернер Бест                       | |
| 20 квітня 1944        | Ернст-Роберт Гравіц               | Також генерал військ СС                                                                                      |
| 20 квітня 1944        | Франц Брайтгаупт                  | Також генерал військ СС                                                                                      |
| 20 квітня 1944        | Максиміліан фон Герфф             | |
| 20 квітня 1944        | Леонардо Конті                    | |
| 20 квітня 1944        | Гюнтер Панке                      | З 20 квітня 1944 — генерал поліції. З 21 березня 1945 — генерал військ СС                                    |
| 20 квітня 1944        | Георг Кепплер                     | Також генерал військ СС                                                                                      |
| 21 червня 1944        | Вальтер Крюгер                    | Також генерал військ СС                                                                                      |
| 21 червня 1944        | Карл Марія Демельгубер            | Також генерал військ СС                                                                                      |
| 21 червня 1944        | Юліус Шауб                        | |
| 24 червня 1944        | Курт Кноблаух                     | |
| 30 червня 1944        | Курт фон Готтберг                 | Також генерал військ СС і поліції                                                                            |
| 16 липня 1944         | Оскар Шверк                       | |
| 19 липня 1944         | Генріх фон Маур                   | |
| 1 серпня 1944         | Бенно Мартін                      | Також генерал військ СС і поліції                                                                            |
| 1 серпня 1944         | Вільгельм Біттріх                 | Також генерал військ СС                                                                                      |
| 1 серпня 1944         | Карл Валь                         | |
| 1 серпня 1944         | Пауль Вегенер                     | |
| 1 серпня 1944         | Карл Гутенбергер                  | |
| 1 серпня 1944         | Юрген фон Кампц                   | |
| 1 серпня 1944         | Карл Оберг                        | Також генерал поліції З 10 березня 1945 — генерал військ СС                                                  |
| 1 серпня 1944         | Ервін Резенер                     | Також генерал військ СС і поліції                                                                            |
| 1 серпня 1944         | Маттіас Кляйнгайстеркамп          | Також генерал військ СС                                                                                      |
| 1 серпня 1944         | Фріц Вехтлер                      | |
| 1 серпня 1944         | Густав Адольф Шеель               | З 1 вересня 1944 — генерал поліції                                                                           |
| 9 жовтня 1944         | Август Франк                      | |
| 1 листопада 1944      | Ференц Фекетеголмі-Чейднер        | |
| 9 листопада 1944      | Герберт Отто Гілле                | Також генерал військ СС                                                                                      |
| 9 листопада 1944      | Фріц Шлессманн                    | |
| 1 лютого 1945         | Єну Рускої/Ойґен Ранценбергер     | Також генерал військ СС                                                                                      |
| 1 березня 1945        | Ганс Каммлер                      | Також генерал військ СС                                                                                      |